# General Problem Solver
General Problem Solver (GPS) – program komputerowy stworzony w 1957 r. przez Herberta Simona i Allena Newella dla udowadniania teorematów, bazujący na teoretycznych pracach tych naukowców dotyczących maszyn logicznych. Pozwolił on m.in. udowodnić prostsze, dające się sformalizować problemy, jak Wieże Hanoi, ale okazał się nieskuteczny w rozwiązywaniu rzeczywistych problemów.
Użytkownik definiował obiekty i operacje wykonywane na obiektach, a GPS generował metodą prób i błędów heurystyki zbliżające do rozwiązania. Program koncentrował się na dostępnych operacjach, odgadując, jakie dane wejściowe są akceptowalne i jakie wyniki są generowane. Następnie tworzył rozwiązania niższego rzędu, zbliżając się coraz bardziej do ostatecznego rozwiązania.

## Literatura
- Newell, A.; Shaw, J.C.; Simon, H.A. (1959). Report on a general problem-solving program. Proceedings of the International Conference on Information Processing. pp. 256-264.
- Newell, A. (1963). A guide to the general problem-solver program GPS-2-2. RAND Corporation, Santa Monica, California. Technical Report No. RM-3337-PR.
- Ernst, G.W. and Newell, A. (1969). GPS: a case study in generality and problem solving. Academic Press. (revised version of Ernst’s 1966 dissertation, Carnegie Institute of Technology.)